# Światowa Konfederacja Sportów Podwodnych
Confédération Mondiale des Activités Subaquatiques – federacja zrzeszająca organizacje nurkowe z całego świata, której celem jest promowanie i rozwijanie dyscyplin podwodnych, założona przez Jacques-Yves Cousteau w 1958 r. jednego z twórców współczesnego automatu oddechowego, pierwszych filmów spod wody, autora książek. CMAS ogranicza się do działalności na terenie Europy - w Polsce organizacja ta działa we współpracy z KDP PTTK (Komisja Działalności Podwodnej Polskiego Towarzystwa Turystyczno-Krajoznawczego) założonej na mocy ustawy w roku 1956r, Polskim Związkiem Płetwonurkowania (od 1996 roku - Komitet Sportowy, od 2006 - Komitet Techniczny CMAS), Ligą Obrony Kraju (od 2008 - Komitet Techniczny) i Polskim Związkiem Freedivingu (od 2019 - Komitet Sportowy jeszcze jako Polska Federacja Freedivingu).
CMAS jest federacją sportową rozpoznawaną przez MKOL oraz jest członkiem World Anti Doping Agency (WADA). 
Freediving i finswimming to dyscypliny Światowych Igrzysk Sportowych The World Games.

## Historia
CMAS powstał 10 stycznia 1959 w Monako podczas spotkania przedstawicieli organizacji nurkowych z różnych stron świata. Delegatem z Polski był Józef Wierzbicki z Komisji Działalności Podwodnej PTTK.
Pierwszym prezesem Federacji został komandor Jacques-Yves Cousteau, a za siedzibę obrano Paryż.

## System stopni CMAS

System edukacji w CMAS

### Stopnie nurkowe
- Płetwonurek Młodzieżowy CMAS (PMZ,PMS,PMB)
- 1 gwiazdka (P1) – kompetentny nurek wód otwartych (może nurkować do 20 m)
- 2 gwiazdki (P2) – zaawansowany nurek (może nurkować do 40 m)
- 3 gwiazdki (P3) – przewodnik grup nurkowych z uprawnieniami P1, P2 lub P3 w zakresie głębokości właściwych dla ich kwalifikacji (nurek P3 może nurkować do 50m) – odpowiednikiem nurka P3 o nieco mniejszym limicie głębokości/do 40 m/ jest w PADI „divemaster”
- 4 gwiazdki (P4) – organizator i nadzorca projektów nurkowych

### Stopnie instruktorskie
- 1 gwiazdka (M1) - certyfikuje nurków na 1 gwiazdkę
- 2 gwiazdki (M2) - może certyfikować instruktorów do 1 gwiazdkowego instruktora włącznie
- 3 gwiazdki (M3) - może certyfikować instruktorów do 2 gwiazdkowego instruktora włącznie
- Instruktor Nitroxowy
- Instruktor Zaawansowanego Nitroxu
- Instruktor Fotografii Podwodnej
- Instruktor Nurkowania Jaskiniowego
- Instruktor Badań Środowiska Morskiego
- Instruktor Nurkowania Bezdechowego
- Instruktor Nurkowania na obiegach zamkniętych